# Janet Knee
Janet Knee (* 20. Juni 1944) ist eine ehemalige australische Weitspringerin.
Bei den British Empire and Commonwealth Games 1962 in Perth gewann sie Bronze mit 6,13 m bei übermäßiger Windunterstützung.
Ihre persönliche Bestweite von 6,04 m stellte sie 1964 auf.